# Abibou Tchagnao
Abibou Tchagnao (né le 23 mai 1975 au Togo) est un joueur de football international togolais, qui évoluait au poste de défenseur.

## Biographie

### Carrière en sélection
Avec l'équipe du Togo, il joue entre 1996 et 2001. 
Il figure dans le groupe des sélectionnés lors des Coupes d'Afrique des nations de 1998 et de 2000, où son équipe est éliminée à chaque fois au premier tour.
Il joue également trois matchs comptant pour les tours préliminaires de la coupe du monde 1998.